# Liga Profesionistă din Arabia Saudită
Liga Profesionistă de fotbal din Arabia Saudită (arabă :دوري المحترفين السعودي) cunoscută sub numele de  Roshn Saudi League  (RSL) din motive de sponsorizare, este o competiție profesionistă pentru cluburi de fotbal, localizată în primul eșalon al sistemului de ligi ale fotbalului din Arabia Saudită. A fost înființată în 1956 sub numele Liga Maiestății Sale.  Al-Ittihad este deținătoarea ultimului trofeu (2025). Al-Hilal deține recordul pentreu cele mai multe titluri, 19.
Cosmin Olăroiu a câștigat cu Al Hilal în sezonul 2007-2008.

## Calificări și premii în bani
Campioana ligii se califică în Liga Campionilor Asiei. Primele șase se califică în Cupa Campionilor Arabiei Saudite.
Premii în bani:
- Primul loc: 2,5 milioane riali saudiți
- Locul 2: 1,5 milioane riali saudiți
- Locul 3: 1 milion riali saudiți

Notă: 1 dolar american = 3.75 riali saudiți

## Sponsorizare
Din motive de sponsorizare, liga mai este numită și Roshn Saudi League, numită după holding-ul imobiliar Roshn.

## Echipele sezonului 2023 - 2024
- Abha
- Al-Ahli
- Al-Ettifaq
- Al Fateh
- Al-Fayha
- Al-Hazem
- Al-Hilal
- Al-Ittihad
- Al-Khaleej
- Al-Nassr
- Al-Okhdood
- Al-Raed
- Al-Riyadh
- Al-Shabab
- Al-Taawoun
- Al-Tai
- Al-Wehda
- Damac

## Lista campioanelor
| Număr | Sezon   | Campioni   |
| ----- | ------- | ---------- |
| 1     | 1975/76 | Al-Nassr   |
| 2     | 1976/77 | Al-Hilal   |
| 3     | 1977/78 | Al-Ahli    |
| 4     | 1978/79 | Al-Hilal   |
| 5     | 1979/80 | Al-Nassr   |
| 6     | 1980/81 | Al-Nassr   |
| 7     | 1981/82 | Al-Ittihad |
| 8     | 1982/83 | Al-Ettifaq |
| 9     | 1983/84 | Al-Ahli    |
| 10    | 1984/85 | Al-Hilal   |
| 11    | 1985/86 | Al-Hilal   |
| 12    | 1986/87 | Al-Ettifaq |
| 13    | 1987/88 | Al-Hilal   |
| 14    | 1988/89 | Al-Nassr   |
| 15    | 1989/90 | Al-Hilal   |

| Număr | Sezon   | Campioni   |
| ----- | ------- | ---------- |
| 16    | 1990/91 | Al-Shabab  |
| 17    | 1991/92 | Al-Shabab  |
| 18    | 1992/93 | Al-Shabab  |
| 19    | 1993/94 | Al-Nassr   |
| 20    | 1994/95 | Al-Nassr   |
| 21    | 1995/96 | Al-Hilal   |
| 22    | 1996/97 | Al-Ittihad |
| 23    | 1997/98 | Al-Hilal   |
| 24    | 1998/99 | Al-Ittihad |
| 25    | 1999/00 | Al-Ittihad |
| 26    | 2000/01 | Al-Ittihad |
| 27    | 2001/02 | Al-Hilal   |
| 28    | 2002/03 | Al-Ittihad |
| 29    | 2003/04 | Al-Shabab  |
| 30    | 2004/05 | Al-Hilal   |

| Număr | Sezon   | Campioni   |
| ----- | ------- | ---------- |
| 31    | 2005/06 | Al-Shabab  |
| 32    | 2006/07 | Al-Ittihad |
| 33    | 2007/08 | Al-Hilal   |
| 34    | 2008/09 | Al-Ittihad |
| 35    | 2009–10 | Al-Hilal   |
| 36    | 2010–11 | Al-Hilal   |
| 37    | 2011–12 | Al-Shabab  |
| 38    | 2012–13 | Al Fateh   |
| 39    | 2013–14 | Al-Nassr   |
| 40    | 2014–15 | Al-Nassr   |
| 41    | 2015–16 | Al-Ahli    |
| 42    | 2016–17 | Al-Hilal   |
| 43    | 2017–18 | Al-Hilal   |
| 44    | 2018–19 | Al-Nassr   |
| 45    | 2019–20 | Al-Hilal   |

| Număr | Sezon   | Campioni   |
| ----- | ------- | ---------- |
| 46    | 2020–21 | Al-Hilal   |
| 47    | 2021–22 | Al-Hilal   |
| 48    | 2022–23 | Al-Ittihad |
| 49    | 2023–24 | Al-Hilal   |
| 50    | 2024–25 | Al-Ittihad |

## Titluri câștigate
| Nr. | Club       | Campioni | Anul | Vicecampioni |
| --- | ---------- | -------- | --- | ------------ |
| 1   | Al-Hilal   | 19       | 1977, 1979, 1985, 1986, 1988, 1990, 1996, 1998, 2002, 2005, 2008, 2010, 2011, 2017, 2018, 2020, 2021, 2022, 2024 | 13           |
| 2   | Al-Ittihad | 10       | 1982, 1997, 1999, 2000, 2001, 2003, 2007, 2009, 2023, 2025                                                       | 8            |
| 3   | Al-Nassr   | 9        | 1976, 1980, 1981, 1989, 1994, 1995, 2014, 2015, 2019                                                             | 8            |
| 4   | Al-Shabab  | 6        | 1991, 1992, 1993, 2004, 2006, 2012                                                                               | 6            |
| 5   | Al-Ahli    | 3        | 1978 , 1984, 2016                                                                                                | 9            |
| 6   | Al-Ettifaq | 2        | 1983, 1987 | 3            |
| 7   | Al Fateh   | 1        | 2013 | 0            |
| 8   | Al-Riyadh  | 0        | - | 1            |

## Titluri pe orașe
| Oraș    | Număr de titluri | Cluburi                                    |
| ------- | ---------------- | ------------------------------------------ |
| Riyadh  | 34               | Al-Hilal (19), Al-Nassr (9), Al-Shabab (6) |
| Jeddah  | 13               | Al-Ittihad (10), Al-Ahli (3)               |
| Dammam  | 2                | Al-Ettifaq (2)                             |
| Al-Ahsa | 1                | Al-Fateh (1)                               |

## Golgheteri
| An      |                           | Jucător                                 | Echipă               | Goluri |
| 1975-76 | Arabia Saudită            | Mohammad S. Abdeli                      | Al-Nassr             | 13     |
| 1976-77 | Arabia Saudită            | Nasser Eid                              | Al-Qadisiya          | 12     |
| 1977-78 | Arabia Saudită            | Mattamd Khojali                         | Al-Ahli              | 14     |
| 1978-79 | Arabia Saudită            | Majed Abdullah                          | Al-Nassr             | 13     |
| 1979-80 | Arabia Saudită            | Majed Abdullah                          | Al-Nassr             | 17     |
| 1980-81 | Arabia Saudită            | Majed Abdullah                          | Al-Nassr             | 21     |
| 1981-82 | Arabia Saudită            | Khalid Al-Ma'ajil                       | Al-Shabab            | 22     |
| 1982-83 | Arabia Saudită            | Majed Abdullah                          | Al-Nassr             | 14     |
| 1983-84 | Arabia Saudită            | Hussam Abu Dawood                       | Al-Ahli              | 14     |
| 1984-85 | Arabia Saudită            | Hathal Dosari                           | Al-Hilal             | 15     |
| 1985-86 | Arabia Saudită            | Majed Abdullah                          | Al-Nassr             | 15     |
| 1986-87 | Arabia Saudită            | Mohammad Suwaidi                        | Al-Ittihad           | 17     |
| 1987-88 | Arabia Saudită            | Khalid Al-Ma'ajil                       | Al-Shabab            | 12     |
| 1988-89 | Arabia Saudită            | Majed Abdullah                          | Al-Nassr             | 19     |
| 1989-90 | Arabia Saudită            | Sami Al-Jaber                           | Al-Hilal             | 16     |
| 1990-91 | Arabia Saudită            | Fahad Al-Mehallel                       | Al-Shabab            | 20     |
| 1991-92 | Arabia Saudită            | Saeed Al-Owairan                        | Al-Shabab            | 16     |
| 1992-93 | Arabia Saudită            | Sami Al-Jaber                           | Al-Hilal             | 18     |
| 1993-94 | Senegal                   | Moussa Ndao                             | Al-Hilal             | 15     |
| 1994-95 | Arabia Saudită            | Fahd Al-Hamdan                          | Al-Riyadh            | 15     |
| 1995-96 | Ghana                     | Ohene Kennedy                           | Al-Nassr             | 14     |
| 1996-97 | Maroc                     | Ahmed Bahja                             | Al-Ittihad           | 21     |
| 1997-98 | Arabia Saudită            | Sulaiman Al-Hadaithy                    | Al-Najma             | 15     |
| 1998-99 | Arabia Saudită            | Obeid Al-Dosari                         | Al-Wahda             | 20     |
| 1999-00 | Arabia Saudită            | Hamzah Idris                            | Al-Ittihad           | 33     |
| 2000-01 | Angola                    | Paulo De silva                          | Al-Ettifaq           | 13     |
| 2001-02 | Senegal                   | Dane Valle                              | Al-Riyadh            | 10     |
| 2002-03 | Ecuador                   | Carlos Tenorio                          | Al-Nassr             | 15     |
| 2003-04 | Ghana                     | Godwin Attram                           | Al-Shabab            | 15     |
| 2004-05 | Brazilia                  | Sergio Ricardo                          | Al-Ittihad           | 15     |
| 2005-06 | Arabia Saudită            | Essa Al-Mehyani                         | Al-Wahda             | 16     |
| 2006-07 | Ghana                     | Godwin Attram                           | Al-Shabab            | 13     |
| 2007-08 | Arabia Saudită            | Nasser Al-Shamrani                      | Al-Shabab            | 18     |
| 2008-09 | Arabia Saudită · Maroc    | Nasser Al-Shamrani Hicham Aboucherouane | Al-Shabab Al-Ittihad | 12     |
| 2009–10 | Arabia Saudită            | Mohammad Al-Shalhoub                    | Al-Hilal             | 12     |
| 2010–11 | Arabia Saudită            | Nasser Al-Shamrani                      | Al-Shabab            | 17     |
| 2011–12 | Arabia Saudită · Brazilia | Nasser Al-Shamrani Victor Simões        | Al-Shabab Al-Ahli    | 21     |
| 2012–13 | Argentina                 | Sebastián Tagliabué                     | Al-Shabab            | 19     |
| 2013–14 | Arabia Saudită            | Nasser Al-Shamrani                      | Al-Hilal             | 21     |
| 2014–15 | Siria                     | Omar Al Somah                           | Al-Ahli              | 22     |
| 2015–16 | Siria                     | Omar Al Somah                           | Al-Ahli              | 27     |
| 2016–17 | Siria                     | Omar Al Somah                           | Al-Ahli              | 24     |
| 2017–18 | Chile                     | Ronnie Fernández                        | Al-Fayha             | 13     |
| 2018–19 | Maroc                     | Abderrazak Hamdallah                    | Al-Nassr             | 34     |
| 2019–20 | Maroc                     | Abderrazak Hamdallah                    | Al-Nassr             | 29     |
| 2020–21 | Franța                    | Bafétimbi Gomis                         | Al-Hilal             | 24     |
| 2021–22 | Nigeria                   | Odion Ighalo                            | Al-Hilal             | 24     |
| 2022–23 | Maroc                     | Abderrazak Hamdallah                    | Al-Ittihad           | 21     |

## Antrenori români în Liga Profesionistă din Arabia Saudită
- Daniel Isăilă (Al-Hazem)
- Ioan Andone ( Al-Ettifaq)
- Ilie Balaci (Al-Nassr,  Al-Hilal, Al-Nahda)
- Ladislau Boloni ( Al-Ittihad)
- Marian Bondrea (Al-Riyadh)
- Liviu Ciubotariu (Al-Faisaly)
- Constantin Gâlcă (Al-Taawon, Al-Fayha)
- Marin Ion ( Al-Ettifaq)
- Anghel Iordănescu ( Al-Hilal,  Al-Ittihad)
- Viorel Kraus (Al-Raed)
- Marian Mihail (Al-Riyadh)
- Alexandru Moldovan (Al-Tai, Al-Jabalain)
- Eugen Moldovan (Al-Wehda)
- Gigi Mulțescu (Al-Taawon,  Al-Ettifaq)
- Cosmin Olăroiu ( Al-Hilal)
- Victor Pițurcă ( Al-Ittihad)
- Mircea Rednic (Al-Nassr)
- Laurențiu Reghecampf ( Al-Hilal)
- Costică Ștefănescu (Najran)
- Eusebiu Tudor ( Al-Ettifaq, Al-Shoalah)
- Viorel Kraus (Al-Taawon)
- Aurel Țicleanu (Ohud Medina)
- Valeriu Tița (Al-Orobah)